# Rafael Heka
Rafael Heka (Valladolid, 1975) es el seudónimo del escritor español Rafael Miguel González, autor de obras de ciencia ficción, terror y fantasía.
Precursor latino de la ciencia ficción cómica al más puro estilo Terry Pratchett o Douglas Adams, y considerado como uno de los máximos exponentes en literatura fantástica de Castilla y León, desarrolla principalmente el resto de su narrativa dramática bajo el género épico-teológico, donde explora la evolución espiritual en diversos universos paralelos.

## Biografía
Estudia Economía, Finanzas y Gestión Empresarial (1995-2002) y se diploma en Historia y Estética Cinematográfica a través de la Universidad de Valladolid (1995-1997).
Por esos años crea y dirige las revistas culturales Céteris Páribus (1996) y Activo20 (filial de Artículo20) para la Universidad de Valladolid (1997) y colabora de articulista para el diario vallisoletano La Tribuna de Castilla (2000) con reportajes centrados en el mundo del cine en la provincia de Valladolid.
En el año 2006 es publicada su primera novela de ciencia-ficción cómica, “La venganza de la diosa Graya” de manos de la editorial madrileña Megara Ediciones.
En el año 2008 funda 33 Ediciones y comienza a publicar el resto de su imaginario. En él retomará posteriormente sus "Crónicas Globulares" de ciencia ficción cómica, pero dándoles una vuelta de tuerca para poder acercarlas más al cómic, a la novela pulp por entregas y a la narrativa cómica más gamberra y castiza.
Fascinado por las teorías de Michio Kaku, desarrollará también una línea narrativa dramática basada en los universos paralelos, siguiendo el alfabeto griego y las claves del realismo mágico, poder crear una cosmogonía que especule con las distintas consecuencias de desarrollos teológicos heterodoxos.
En los últimos años funda el colectivo literario vallisoletano Los Perros del Coloquio (2012 – actualidad) (con quien publica dos antologías (2013, 2014) en colaboración con el Fondo Municipal de Cultura del Ayuntamiento de Valladolid y un texto coral titulado “Caricias y batallas” bajo el sello de Ágora Ediciones (2014)) y la Asociación Castellano Leonesa de Fantasía, Ciencia ficción y Terror (2014).
En años posteriores compaginó su labor narrativa con la divulgación literaria , la crítica cinematográfica y el ensayo sobre misterios y enigmas sin resolver, tan cercano a la Fantasía y el realismo mágico que propugna en sus ficciones. Estos serán años muy prolíficos respecto a relatos de toda condición, eso sí, siempre desde la vertiente del género fantástico o la ciencia ficción.  
Actualmente continúa su labor literaria con las "Crónicas de Duamarek", una nueva fusión literaria de géneros como la Ficción Detectivesca y la Fantasía Heroica, creando textos al más puro estilo de Agatha Christie en imaginarios hermanos de World of Warcraft, Drangonlance o El Señor de los Anillos de J. R. R. Tolkien.

## Obra
- 2006 La venganza de la diosa Graya (Ed. Megara Ediciones. Madrid)
- 2007 Astúrica (33 Ediciones) (Fantasía, Realismo mágico)
- 2011 Pléyades (33 Ediciones) (Relatos, Fantasía, Ciencia ficción, Realismo mágico)
- 2013 Magic Planet 1-3/ Crónicas Globulares 1.01 (33 Ediciones) (Ciencia ficción cómica por entregas)
- 2013 Alfa (33 Ediciones) (Ciencia ficción)
- 2013 Natificción (33 Ediciones) (Relatos, Fantasía, Ciencia ficción)
- 2014 Perseidas (33 Ediciones) (Microrrelato, Haiku, espiritualidad)
- 2014 Caricias y batallas (Ágora Editorial. Valladolid)
- 2014 Magic Planet 2-3/ Crónicas Globulares 1.02 (33 Ediciones) (Ciencia ficción cómica por entregas)
- 2015 Magic Planet 3-3/ Crónicas Globulares 1.03 (33 Ediciones) (Ciencia ficción cómica por entregas)
- 2015 Magic Planet - Crónicas Globulares (1.01-1.03) (33 Ediciones) (Ciencia ficción cómica por entregas)
- 2018 Kalpa IV - Relatos de BRUJERÍA en Castilla y León (Apache Libros) (Fantasía)
- 2019 Asesinato en Los 7 Dragones (Cazador de Ratas Editorial Cádiz) (Fantasía) (Ficción Detectivesca)
- 2019 División robótica y otros relatos (Ficción Científica)[10] (Fantasía) (Ciencia ficción)
- 2019 Antología I Certamen de Relatos SALIAL (Suseya Ediciones) (Relatos, Fantasía, Ciencia ficción, Realismo mágico)
- 2020 Kalpa V - Relatos de NAVES NODRIZA en Castilla y León (ACLFCFT Ediciones) (Relatos, Fantasía, Ciencia ficción, Realismo mágico)
- 2020 Tentacle Pulp nº 9 (Tentacle Pulp Ediciones) (Relatos, Fantasía, Ciencia ficción, Realismo mágico)
- 2020 El ansia y otros relatos (Ficción Científica)[11] (Fantasía) (Ciencia ficción)
- 2021 Tentacle Pulp nº 17 (Tentacle Pulp Ediciones) (Relatos, Fantasía, Ciencia ficción, Realismo mágico)
- 2021 Inquilinos y otros relatos (Ficción Científica)[12] (Fantasía) (Ciencia ficción)

## Relatos
- 2014 - "El poder de la necesidad", "Las lágrimas tardías", "Sólo tenían las naves", publicados en Caricias y Batallas (Ágora editorial, 2014).[13]
- 2018 - "El restaurante de las almas", publicado en el blog especializado Ficción Científica [14][10]
- 2018 - "El rompecabezas", publicado en Kalpa IV - Relatos de BRUJERÍA en Castilla y León (Apache Libros) (Fantasía)[15]
- 2019 - "El escritor" publicado en la antología del I Certamen Literario Salial (Suseya Ediciones).
- 2019 - "¿Qué más necesitas, Hilary?", publicado en el blog especializado Ficción Científica [16]
- 2019 - "El salvaje", publicado en el Calendario de Adviento de la ACLFCFT[17]
- 2019 - "La esperanza de una raza", publicado en el Calendario de Adviento de la ACLFCFT[18]
- 2020 - "Chupitos de amor #1", publicado en #MuerodeamorCYLCON de la ACLFCFT[19]
- 2020 - "Chupitos de amor #2", publicado en #MuerodeamorCYLCON de la ACLFCFT[20]
- 2020 - "El pez-cuento", publicado en #MuerodeamorCYLCON de la ACLFCFT[21]
- 2020 - "Paradoja", publicado en #ViajeconnosotrosCYLCON de la ACLFCFT[22]
- 2020 - "La gota y la roca", publicado en Kalpa V - Relatos de NAVES NODRIZA en Castilla y León[23]
- 2020 - "El dilema", publicado en Tentacle Pulp número 9 (Tentacle Pulp Ediciones)
- 2020 - "Muerte en el colmenar", publicado en el blog especializado Ficción Científica [24]
- 2020 - "Paciente cero", publicado en #findeañofindelmundoCYLCON de la ACLFCFT[25]
- 2021 - "Rumor de programación", publicado en Tentacle Pulp n.º 17 (Tentacle Pulp Ediciones)

## Galardones
- 2001 – Ganador colectivo del concurso de novela interactiva “La señora” (2001), organizado por www.imaginando.com e iniciada por Gustavo Martín Garzo.
- 2003 – Finalista del Primer Premio de Microrrelatos "Twinnings de Historias del Té" organizado por la revista "Qué Leer" por el relato "Las lágrimas tardías".
- 2013 – Ganador del I Premio de Microrrrelato Star Trek Ciudad de México por el relato "La gota y la roca".
- 2018 – Ganador del I Certamen de Relatos Salial, organizado por "Suseya Ediciones" por el relato "El escritor".
- 2019 – Ganador del concurso "Necromantia", organizado por la editorial "Cazador de Ratas" con la novela "Asesinato en Los 7 Dragones". (Fantasía)
- 2019 – Nominado como mejor novela de Fantasía en los PREMIOS AMALTEA Edición 2019 por "Asesinato en Los 7 Dragones".